# Venera in Mars (Botticelli)
Venera in Mars (italijansko Venere e Marte) je panelna slika italijanskega renesančnega slikarja Sandra Botticellija iz leta 1485. V njem sta prikazana rimska bogova Venera, boginja ljubezni in Mars, bog vojne, v alegoriji lepote in hrabrosti. Mladosten in voljan par počiva v gozdnem okolju, obkrožen z igrivimi otroškimi satiri.
Slika je bila verjetno namenjena počastitvi poroke, postavljena v oblogo ali kos pohištva, ki je krasil spalnico neveste in ženina, morda kot del sklopa del. Na to kažeta široka oblika in natančen pogled na sliko. Na splošno je to predstavitev idealnega pogleda čuteče ljubezni. Zdi se verjetno, da je Botticelli zasnoval koncept slike s svojimi naučenimi aluzijami s svetovalcem, kot je Poliziano, hišni pesnika Medičejcev in renesančni humanist.
Sledijo datumi Narodne galerije v letu 2017 "c. 1485". Lightbown datira v "verjetno okoli 1483", Ettlinger pa v "drugo polovico 1480-ih". Vsi datumi so odvisni od analize sloga, saj slika ni bila prepričljivo vezana na določen datum, kot je poroka. Zato prihaja nekaj let po Pomladi in Palas in kentaver (obe okoli leta 1482) in okoli časa Rojstvo Venere (približno 1486). Je edina od teh slik, ki ni na galeriji Uffizi v Firencah in je v Narodni galeriji v Londonu od leta 1874.

## Opis
Venera opazuje spečega Marsa, medtem ko se dva dojenčka-satira igrata, eden nosi njegovo čelado in kopje, drugi pa leži pod njegovo roko v oklepu. Eden mu v uho piha z majhno školjčno lupino v prizadevanju, do zdaj neuspešnem, da bi ga zbudil. Jasna posledica je, da se je par ljubil, moška navada, da bi zaspal po seksu, pa je bila v porokah v renesančni Italiji redna tema opolzkih šal. Kopje in školjka se lahko bereta kot seksualna simbola.
Prizor je postavljen v gozd mirte, tradicionalno povezan z Venero in poroko ali morda lovorja, povezan z Lorenzom de' Medici (il Magnifico) ali morda obema rastlinama. Pogled na travnik je omejen in vodi v oddaljeno obzidano mesto.
V ospredju okoli Marsove glave lebdi osir, morda kot simbol, da ljubezen pogosto spremlja bolečina. Druga razlaga, ki jo je prvi predlagal Ernst Gombrich je, da ose predstavljajo družino Vespucci, ki je morda naročila sliko. Sosedi Botticellija so bili že od njegovega otroštva in so leta 1480 pri njem naročili sliko Sveti Avguštin v studiu za cerkev Ognissanti, verjetno poleg drugih naročil. Njihov grb je vseboval ose, saj njihovo ime v italijanščini pomeni 'majhne ose' in osir v votlini v drevesu v zgornjem desnem kotu, je točno na mestu na plošči, kjer so grb mecena pogosto slikali .
Originalna slika naj bi bila postavljena v okrašeno oblogo ali del pohištva, kot so postelja, hrbtni del lettuccio, lesen kavč ali podoben kos .
Ronald Lightbown opisuje Marsa kot »najbolj popoln moški akt", čeprav jih v resnici ni veliko. Slikarja je manj zanimalo izpopolnjevanje anatomije figur kot marsikaterega njegovega florentinskega sodobnika, toda zdi se, da so mu tukaj posvetili posebno pozornost. Tukaj je Venera, za razliko od umetnikovega Rojstva Venere, popolnoma oblečena, saj je v zakonskem stanju. Kljub temu, da je Venera žena Vulkana, je odnos prešušten po običajnih človeških merilih.  V grškem neoplatonizmu je bila Harmonija hči njune zveze. Drugi pozni klasični viri so Kupida smatrali za otroka zveze.

## Interpretacija
Običajno mnenje znanstvenikov je, da je bila slika naročena za praznovanje zakonske zveze in je razmeroma nezapletena reprezentacija čutnega užitka z dodatnim pomenom ljubezni, ki osvaja ali izsiljuje vojno. To je bilo običajno v renesančnem razmišljanju, ki bi ga lahko izoblikovali v smislu renesančnega neoplatonizma. Tako kot druge mitologije sta tudi Ernst Gombrich in Edgar Wind najprej analizirala sliko s tega vidika. Povezavo para bi lahko obravnavali tudi v zvezi z astrologijo, v kateri je Mars po besedah Marsilio Ficina »izjemen v moči med planeti, saj moške naredi močnejše, vendar ga Venera obvlada ... zdi se, da obvlada Marsa, toda Mars nikoli ne obvlada Venere«.
O delu se strinjajo vsi, da Lukijan (grški pesnik v 2. stoletja našega štetja) opisuje Echionovo slavno sliko, ki je danes izgubljena, poročne slovesnosti Aleksandra Velikega in Roxane. Starodavna slika je verjetno prilagodila ikonografijo, povezano z Venero in Marsom, zgodovinskim Aleksandrom in njegovo nevesto. Lukijanov ekfrazij ali opis omenja amorete ali putte, ki se med slovesnostjo igrajo z Aleksandrovim oklepom, dva, ki sta nosila njegovo kopje in enega, ki se je plazil znotraj njegovega oklepa.
To jemljemo kot dokaz o Botticellijevem sodelovanju s humanističnimi svetovalci s popolno klasično izobrazbo, ki mu je manjkala in njegovi vnemi, da bi poustvaril izgubljene čudeže starodavnega slikarstva, tema v interpretaciji več njegovih posvetnih del, najbolj očitno v Apelovem obrekovanju, ki ga uporablja tudi Lukijan. Rimski sarkofag v Vatikanu je vklesan s podobnim naslonom Marsa in Venere, spremljajo pa ju putti.
Leta 2010 je rastlino, ki jo je imel satir v spodnjem desnem kotu slike, umetnostni zgodovinar David Bellingham hipotetično označil za plod navadnega kristavca (Datura stramonium). Ta rastlina, ki jo pogosto imenujejo "opij ubogega moža", ima lastnosti, podobne mešanici opija in alkohola in lahko povzroči omedlevico ali zaspanost, ko se učinki izčrpajo . Drugi se sprašujejo, kako bi ta rastlina, ki je običajno doma samo iz Severni Ameriki, prišla v Italijo do 1480-ih in zavrnili to idejo . Vendar je leta 2017 spletna stran Narodne galerije potrdila identifikacijo kot "trnovo jabolko" .
Bellingham predlaga, da je rastoča rastlina v spodnjem desnem kotu vrsta aloje, ki so jo Grki poznali z zdravilnimi močmi, prav tako pa nudi zaščito pred zlimi duhovi in krepi spolno vznemirjenje. Bellingham predlaga več plasti identifikacije figur, ki ustvarjajo različne pomene. Sem spadata par kot Adam in Eva.

## Možni modeli
Tako kot mnoge druge posvetne slike Botticellija so tudi vodilne osebe iz florentinske visoke družbe predlagane za vzor. Giuliano di Piero de' Medici je bil predlagan za atletski model Marsa in skoraj neizogibno se domneva, da ima Venera obraz Simonette Vespucci, velike lepotice tistega časa, poročene z bratrancem Ameriga Vespuccija. Kandidatura Giuliano di Piero de' Medicija za model Marsa je nekoliko problematična, saj je bil umorjen leta 1478, kar je 5 let pred najzgodnejšim datumom nastanka slike (1483). Simonetta Vespucci je bila predlagana kot model ali navdih za veliko Botticellijevih lepotic, katerih lastnosti nikakor niso podobne druga drugi.
Wilhelm von Bode (um. 1929) je prvi predlagal par kot modele na tej sliki; Mars je v svoji razlagi utrujen po borbi in Venera se mu zdi v sanjah kot njegova nagrada. [36] Giuliano je izbral Simonetto za njegovo "damo" na slovitem tekmovanju leta 1475, ki ga je organiziral njegov starejši brat Lorenzo de' Medici (il Magnifico), vladar Firenc, ki je slavil pogodbo z Benetkami in Milanom. To razkošno javno razstavo je v pesmi omenjal Poliziano, dvorni pesnik, znan kot Stanze ali la Giostra ('Verzi' ali 'tekma'), v kateri je podrobno prikazan, vključno z opisom Giulianovega transparenta s sliko Palas Atene, ki jo je naslikal Botticelli. 
Številni kasnejši komentatorji so verjetno sprejeli ta scenarij Petrarkove dvorne ljubezni do čudovite mlade žene političnega zaveznika, ki je dobesedno ustvarila legendo o dejanski aferi med njima. Ni verjetno, da bi se zgodila katera koli taka afera; Giulianova dejanska ljubica Fioretta Gorini je bila dobro znana (in njun sin je postal papež Klemen VII.). Giuliano in Simonetta sta bila že nekaj let mrtva, ko je nastala ta slika: Simonetta je umrla leta 1476 pri 22, Giuliano pa je bil leta 1478 umorjen v Pazzijevi zaroti.
Stanze 122 opisov, kako je junak našel Venero »sedečo na robu svojega kavča, pravkar izpuščena iz Marsovega objema, ki je ležal na hrbtu v njenem naročju in še vedno pasel oči na njenem obrazu«. Vendar je opis, ko je Mars v Venerinem naročju zazrt vanjo, slabo ustrezal sliki. Poliziano je bil eden izmed učenjakov humanistov na dvoru Lorenza de' Medici, njegove stanze pa je na turnirju v dresu pripovedoval Giuliano di Piero de' Medici. Končni vir Polizianove pesmi je Lukrecij I.32–34.

## Izvor
Čeprav je Botticelli danes najbolj cenjen florentinski slikar druge polovice 15. stoletja, ga je sloves dosegel šele v poznem 19. stoletju, ko je njegov poudarek na liniji in obrisu spremljal sodobno senzibilnost. Med letoma 1857 in 1878 je Nacionalna galerija v Londonu pridobila pet njegovih del, vključno z Venero in Marsom.
To sliko je v Firencah med letoma 1864 in 1869 kupil angleški zbiratelj in trgovec Aleksander Barker, nato pa jo je Nacionalna galerija kupila na dražbi Barkerjeve zbirke pri Christie's od 6. do 8. junija 1874 za 1050 funtov (sklop 88) . To je edina zabeležena prodaja na odprtem trgu ene od večjih mitoloških slik Botticellija, ostale pa so vse zgodaj prispele do zbirke Medičejskih velikih knezov Firenc in nato prešle v Uffizi. Nacionalna galerija je na prodaji odkupila 13 del, kjer jih je direktor sir William Boxall spremljal Benjamina Disraelija, takratnega kanclerja blagajne, ki si ga je želel kupiti. Nedokončano Kriatusovo rojstvo Piero della Francesca je bilo kupljeno za 2415 funtov, freska Vrnitev Odiseja Pinturicchio pa za 2152 funtov.
Cena, dosežena leta 1874, je eden izmed primerov, ki jih je Gerald Reitlinger uporabil za prikaz razlike v srednjem viktorijanskem obdobju med zelo visokimi cenami sodobne umetnosti in skromnimi za stare mojstre; neskladje, kakršno je bilo zaznamovano v zgodnjem 21. stoletju. Leta 1873 se zdi, da je bil Lov na vidre Edwina Landseerja, ki je umrl tisto leto, zasebno prodan za 10.000 funtov.

### Literarni viri
- Ficino, Marsilio, Commentary on the Symposium: De Amore, from Oration V, chapter 8
- Fowler, H. W. and F. G. (eds.) The Works of Lucian of Samosata, Oxford, 1905.
- Quint, David. (tr). (1979) The Stanze of Angelo Poliziano. Amherst: University of Massachusetts Press ISBN 0-87023-145-6